# Cosmethis floridata
Cosmethis floridata är en fjärilsart som beskrevs av W. Warren 1908. Cosmethis floridata ingår i släktet Cosmethis och familjen mätare. Inga underarter finns listade i Catalogue of Life.